# Тав

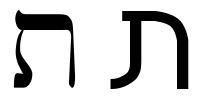
Тав

Тав (івр. תָּו) — двадцять друга літера 
гебрайської абетки. У сучасному івриті  вона позначає глухий ясенний проривний приголосний [t].
Числове значення — 400.

## Unicode
| Unicode-Codepoint | U+05ea            |
| Unicode-Name      | HEBREW LETTER TAV |
| HTML              | &#1514;           |
| ISO 8859-8        | 0xfa              |